# Lantéfontaine
Lantéfontaine est une commune française située dans le département de Meurthe-et-Moselle en région Grand Est.

## Géographie
La commune est formée de deux villages, Lantéfontaine et Immonville, et des fermes de Ménaumont et de la République. D'une superficie de 8,06 km2, elle est située à 3 km à l'ouest de Briey, sur la route départementale 906 reliant Briey à Verdun.
Un seul cours d'eau traverse le territoire : le ruisseau de Condosol, désigné sous le nom de Séchevaux et parfois « La Fève ». Ce ruisseau prend sa source près d'Anoux et se jette dans la Coince, affluent de l'Orne.
|                   | Anoux         | Val de Briey |
| Fléville-Lixières | Lantéfontaine |              |
| Lubey             |               | Les Baroches |

### Hydrographie

#### Réseau hydrographique
La commune est dans le bassin versant du Rhin au sein du bassin Rhin-Meuse. Elle est drainée par le ruisseau des Sept Chevaux,.
Le ruisseau des Sept Chevaux, d'une longueur de 16 km, prend sa source dans la commune de Norroy-le-Sec et se jette  dans le Rawe à Valleroy, après avoir traversé six communes. 

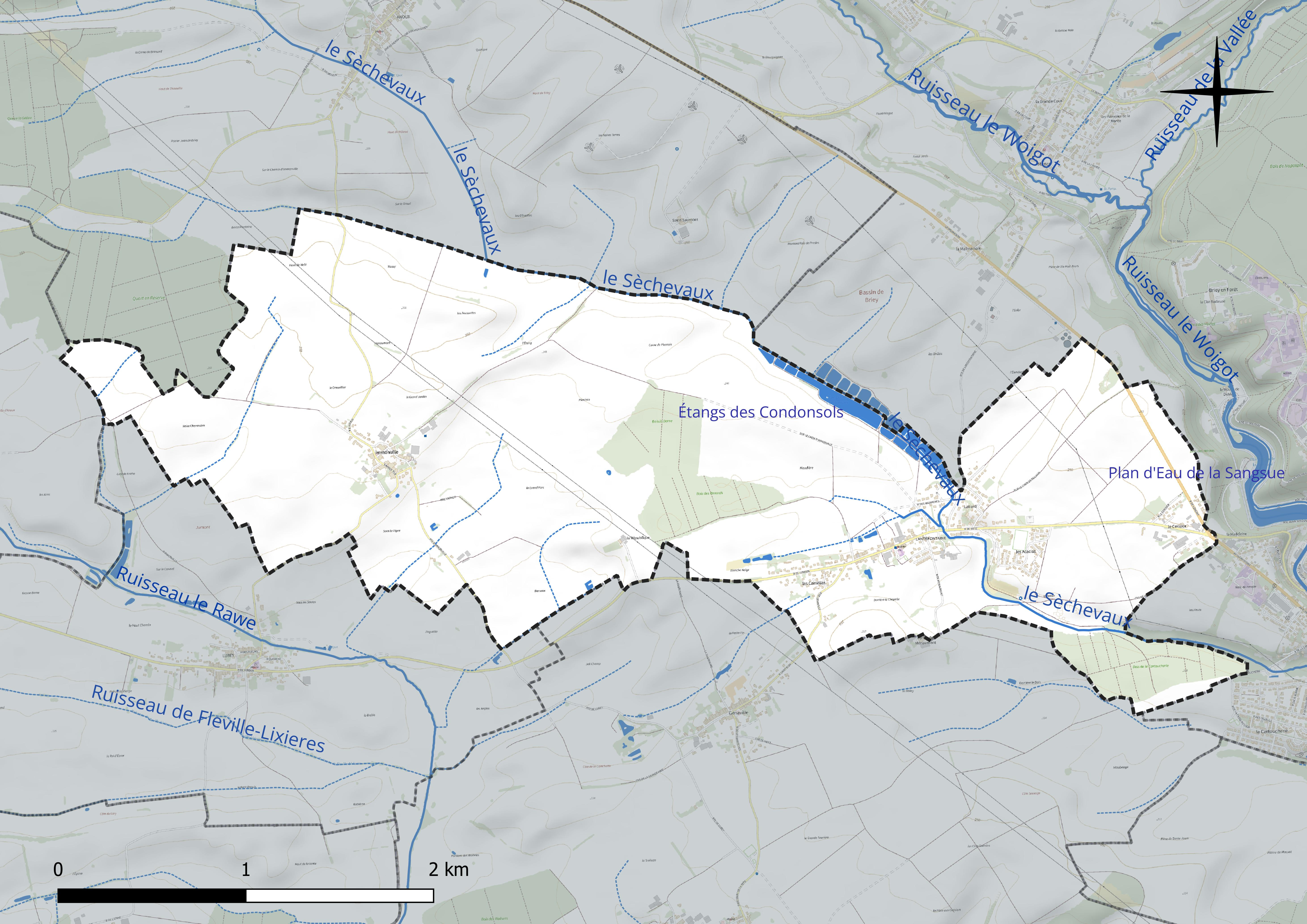
Réseau hydrographique de Lantéfontaine.

Un plan d'eau complète le réseau hydrographique : les étangs des Condonsols (3 ha),.

#### Gestion et qualité des eaux
Le territoire communal est couvert par le schéma d'aménagement et de gestion des eaux (SAGE) « Bassin ferrifère ». Ce document de planification concerne le périmètre des anciennes galeries des mines de fer, des aquifères et des bassins versants hydrographiques associés qui s’étend sur 2 418 km2. Les bassins versants concernés sont celui de la Chiers en amont de la confluence avec l'Othain, et ses affluents (la Crusnes, la Pienne, l'Othain), celui de l'Orne et ses affluents et celui de la Fensch, le Veymerange, la Kiesel et les parties françaises du bassin versant de l'Alzette et de ses affluents (Kaylbach, ruisseau de Volmerange). Il a été approuvé le 27 mars 2015. La structure porteuse de l'élaboration et de la mise en œuvre est la région Grand Est. 
La qualité des cours d’eau peut être consultée sur un site dédié géré par les agences de l’eau et l’Agence française pour la biodiversité. 

### Climat
Pour des articles plus généraux, voir Climat du Grand Est et Climat de Meurthe-et-Moselle.
En 2010, le climat de la commune est de type climat des marges montargnardes, selon une étude du Centre national de la recherche scientifique s'appuyant sur une série de données couvrant la période 1971-2000. En 2020, Météo-France publie une typologie des climats de la France métropolitaine dans laquelle la commune est exposée à un climat semi-continental et est dans la région climatique  Lorraine, plateau de Langres, Morvan, caractérisée par un hiver rude (1,5 °C), des vents modérés et des brouillards fréquents en automne et hiver. 
Pour la période 1971-2000, la température annuelle moyenne est de 9,6 °C, avec une amplitude thermique annuelle de 16,6 °C. Le cumul annuel moyen de précipitations est de 846 mm, avec 12,6 jours de précipitations en janvier et 9,2 jours en juillet. Pour la période 1991-2020, la température moyenne annuelle observée sur la station météorologique de Météo-France la plus proche, « Doncourt-lès-Conflans », sur la commune de Doncourt-lès-Conflans à 12 km à vol d'oiseau, est de 10,7 °C et le cumul annuel moyen de précipitations est de 710,3 mm. 
La température maximale relevée sur cette station est de 40,9 °C, atteinte le 25 juillet 2019 ; la température minimale est de −16,5 °C, atteinte le 26 décembre 2010,,. 
Les paramètres climatiques de la commune ont été estimés pour le milieu du siècle (2041-2070) selon différents scénarios d'émission de gaz à effet de serre à partir des nouvelles projections climatiques de référence DRIAS-2020. Ils sont consultables sur un site dédié publié par Météo-France en novembre 2022.

## Urbanisme

### Typologie
Au 1er janvier 2024, Lantéfontaine est catégorisée commune rurale à habitat dispersé, selon la nouvelle grille communale de densité à sept niveaux définie par l'Insee en 2022.
Elle est située hors unité urbaine. Par ailleurs la commune fait partie de l'aire d'attraction de Val de Briey, dont elle est une commune de la couronne,. Cette aire, qui regroupe 14 communes, est catégorisée dans les aires de moins de 50 000 habitants,.

### Occupation des sols
L'occupation des sols de la commune, telle qu'elle ressort de la base de données européenne d’occupation biophysique des sols Corine Land Cover (CLC), est marquée par l'importance des territoires agricoles (86,1 % en 2018), une proportion sensiblement équivalente à celle de 1990 (86,8 %). La répartition détaillée en 2018 est la suivante : 
terres arables (77,9 %), prairies (8,3 %), forêts (7,6 %), zones urbanisées (6,3 %). L'évolution de l’occupation des sols de la commune et de ses infrastructures peut être observée sur les différentes représentations cartographiques du territoire : la carte de Cassini (XVIIIe siècle), la carte d'état-major (1820-1866) et les cartes ou photos aériennes de l'IGN pour la période actuelle (1950 à aujourd'hui).

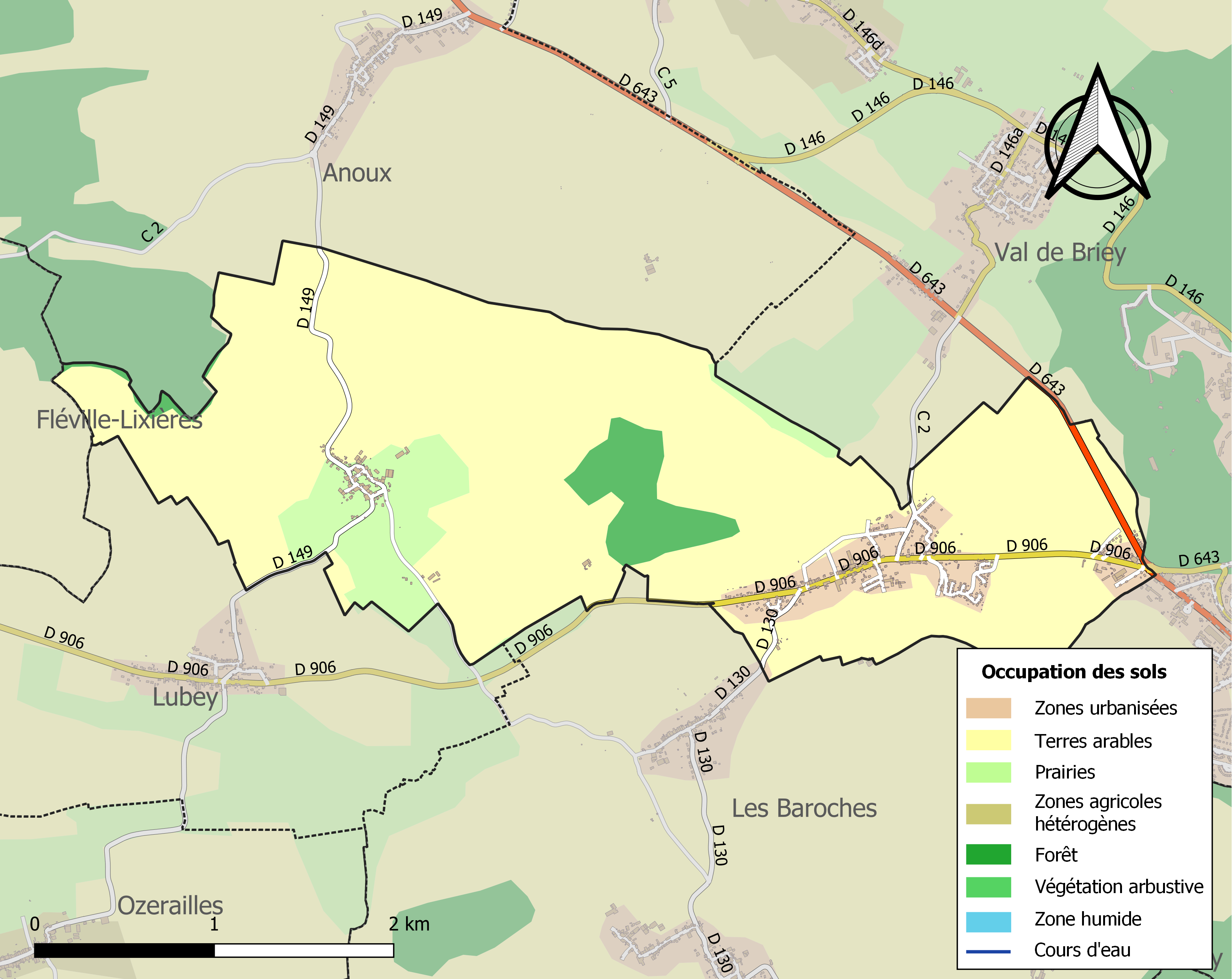
Carte des infrastructures et de l'occupation des sols de la commune en 2018 (CLC).

## Toponymie
Le nom de la localité est attesté sous les formes Landrifontaine en Verdunois chemin (1213) ; Landry-Fontaine (1390) ; Landfonteau (1594) ; Leudefontaine (1606) ; Landfontaine (1689) ; Lante-Fontaine (1749) ; Landefontaine (1756).

## Histoire
Le village de Lantéfontaine a longtemps fait partie de la commune de Briey. Ce n'est que vers 1750 que Lantéfontaine a été érigée en chef-lieu communal[réf. nécessaire].
Commune indépendante jusqu'en 1811, Immonville est depuis cette date rattachée à la commune de Lantéfontaine.
En 1817, Lantéfontaine, village de l'ancienne province du Barrois, avait pour annexe le village d'Immonville. À cette époque, il y avait 128 habitants répartis dans 24 maisons. Cette même année, Immonville comptait 121 habitants répartis dans 25 maisons.

## Politique et administration
| Période                                  | Période                   | Identité                                           | Étiquette | Qualité        |
| ---------------------------------------- | ------------------------- | -------------------------------------------------- | --------- | -------------- |
| Les données manquantes sont à compléter. |                           |                                                    |           |                |
| mars 2001                                | mars 2008                 | Christian Warin                                    |           |                |
| mars 2008                                | mars 2014                 | Gabriel Declerck                                   |           |                |
| mars 2014                                | En cours (au 23 mai 2020) | Edouard Kowalewski, Réélu pour le mandat 2020-2026 |           | Ancien employé |

## Population et société

### Démographie
L'évolution du nombre d'habitants est connue à travers les recensements de la population effectués dans la commune depuis 1793. Pour les communes de moins de 10 000 habitants, une enquête de recensement portant sur toute la population est réalisée tous les cinq ans, les populations de référence des années intermédiaires étant quant à elles estimées par interpolation ou extrapolation. Pour la commune, le premier recensement exhaustif entrant dans le cadre du nouveau dispositif a été réalisé en 2005.

En 2022, la commune comptait 734 habitants, en évolution de −3,42 % par rapport à 2016 (Meurthe-et-Moselle : −0,13 %, France hors Mayotte : +2,11 %).
| 1793 | 1800 | 1806 | 1821 | 1836 | 1841 | 1861 | 1866 | 1872 |
| ---- | ---- | ---- | ---- | ---- | ---- | ---- | ---- | ---- |
| 106  | 132  | 130  | 231  | 283  | 275  | 290  | 284  | 270  |

| 1876 | 1881 | 1886 | 1891 | 1896 | 1901 | 1906 | 1911 | 1921 |
| ---- | ---- | ---- | ---- | ---- | ---- | ---- | ---- | ---- |
| 276  | 245  | 242  | 243  | 216  | 219  | 222  | 255  | 208  |

| 1926 | 1931 | 1936 | 1946 | 1954 | 1962 | 1968 | 1975 | 1982 |
| ---- | ---- | ---- | ---- | ---- | ---- | ---- | ---- | ---- |
| 201  | 253  | 263  | 279  | 291  | 323  | 355  | 439  | 615  |

| 1990 | 1999 | 2005 | 2006 | 2010 | 2015 | 2020 | 2022 | - |
| ---- | ---- | ---- | ---- | ---- | ---- | ---- | ---- | - |
| 699  | 685  | 712  | 713  | 770  | 761  | 737  | 734  | - |

## Économie
D'un point de vue économique, la commune de Lantefontaine est composée de plusieurs petits commerces, et se situe à proximité du Luxembourg.

## Culture locale et patrimoine

### Lieux et monuments

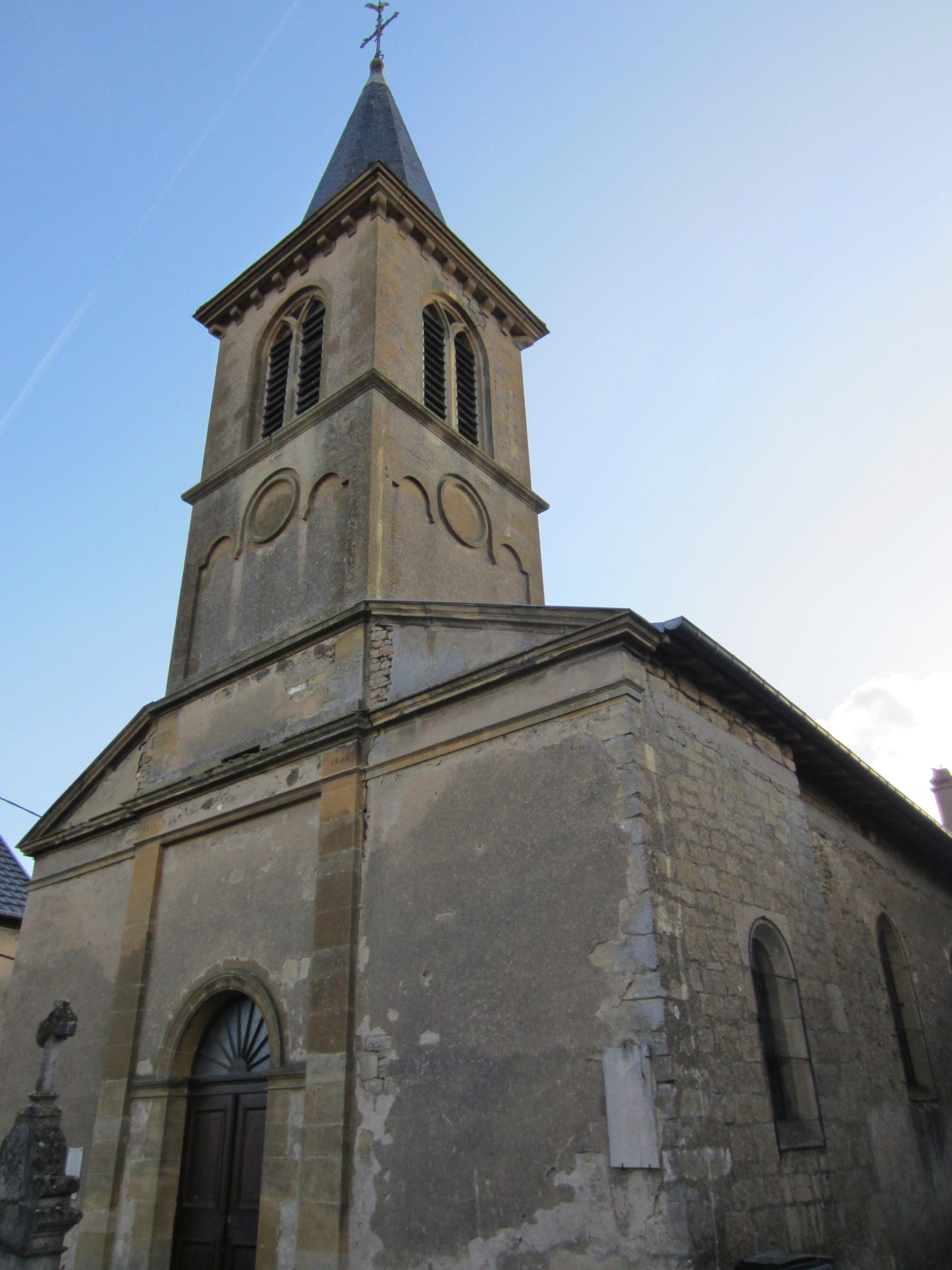
Église Saint-Pierre d'Immonville.

- Église paroissiale Saint-Hubert, limite XVIIIe siècle XIXe siècle détruite ; reconstruite en 1848 sur les plans de Gérard architecte à Briey en remplacement d'une chapelle.
- Église paroissiale Saint-Pierre d'Immonville, nef et chœur du XIIe siècle ; baies de la nef repercées XVIIIe ou XIXe siècle ; tour clocher et façade occidentale reconstruites en 1856.
- Calvaire d'Immonville, situé place de l'Ecole. Calvaire érigé au début du XVIe siècle ; restauré en 1776 ; œuvre de l'atelier du maître de Mairy.

### Héraldique, logotype et devise
| Blason de Lantéfontaine | Blason  | Écartelé : au premier d'azur à la fleur de lys d’or, au deuxième d'or au tau de gueules, au troisième d'or au rencontre de cerf crucifére de gueules, au quatrième d'azur à la moucheture d’hermine d’argent. |
| Blason de Lantéfontaine | Détails | La fleur de lys indique que le roi est le seul seigneur de la commune de Lantéfontaine. La lettre tau est l'emblème des religieux de l'ordre de saint Antoine qui administraient la léproserie de Menaumont. La tête de cerf avec une croix entre les cornes est le symbole de la paroisse saint Hubert. L'hermine rappelle le blason de la famille saint Baussant, seigneur d'Immonville[réf. nécessaire]. |